# シアトル交響楽団
シアトル交響楽団（シアトルこうきょうがくだん、Seattle Symphony）は、ワシントン州シアトルを拠点とするアメリカ合衆国のオーケストラ。

## 概要
1903年12月29日に最初の演奏会を行う。設立当初からシアトル交響楽団の名称であったが、1911年にはシアトル・フィルハーモニー管弦楽団に改名。1919年に新しい内規によって、シアトル交響楽団 (Seattle Symphony Orchestra) の名称のもとに改組された。その後も楽団運営は危機の連続であり、吸収合併と離合、集散の繰り返しであった。いずれにせよほぼ1世紀の間、とりわけ近年は「シアトル・シンフォニー」の2語で親しまれている。
1985年からジェラード・シュワルツがおよそ四半世紀にわたって音楽監督を務め、その指導力のもと、特に忘れられた20世紀アメリカ人作曲家の演奏で有名になった。ハワード・ハンソンの主要管弦楽曲集を含む膨大な数の録音を、シュワルツの指揮によって録音している。シアトル歌劇場でも演奏し、毎年夏にワーグナーの楽劇の上演を行なっている。

## 歴代の音楽監督
- ハリー・ウェスト（1903年 - 1907年）
- マイケル・ケグリース（1907年 - 1909年）
- ヘンリー・ハドリー（1909年 - 1911年）
- ジョン・スパーガ―（1911年 - 1921年）
- カール・クルーガー（1926年 - 1932年）
- ベイジル・キャメロン（1932年 - 1938年）
- ニコライ・ソコロフ（1938年 - 1941年）
- トーマス・ビーチャム（1941年 - 1943年）
- カール・ブリュッケン（1944年 - 1948年）
- ユージン・リンデン（1948年 - 1950年）
- マニュエル・ロザンタール（1950年 - 1951年）
- ミルトン・カティムス（1954年 - 1976年）
- ライナー・ミーデル（1976年 - 1983年）
- ジェラード・シュワルツ（1985年 - 2011年）
- ルドヴィク・モルロー（2011年 - 2019年）
- トーマス・ダウスゴー（2019年 - 2021年）[3]
- シャン・ジャン (張弦）（2025年 - ） 次期音楽監督[4]

## 日本人奏者
- ビオラ - 小久保さやか
- トロンボーン - 山本浩一郎